# Districtul Taoura
Taoura este un district din provincia Souk Ahras, Algeria.